# Сантаришкес

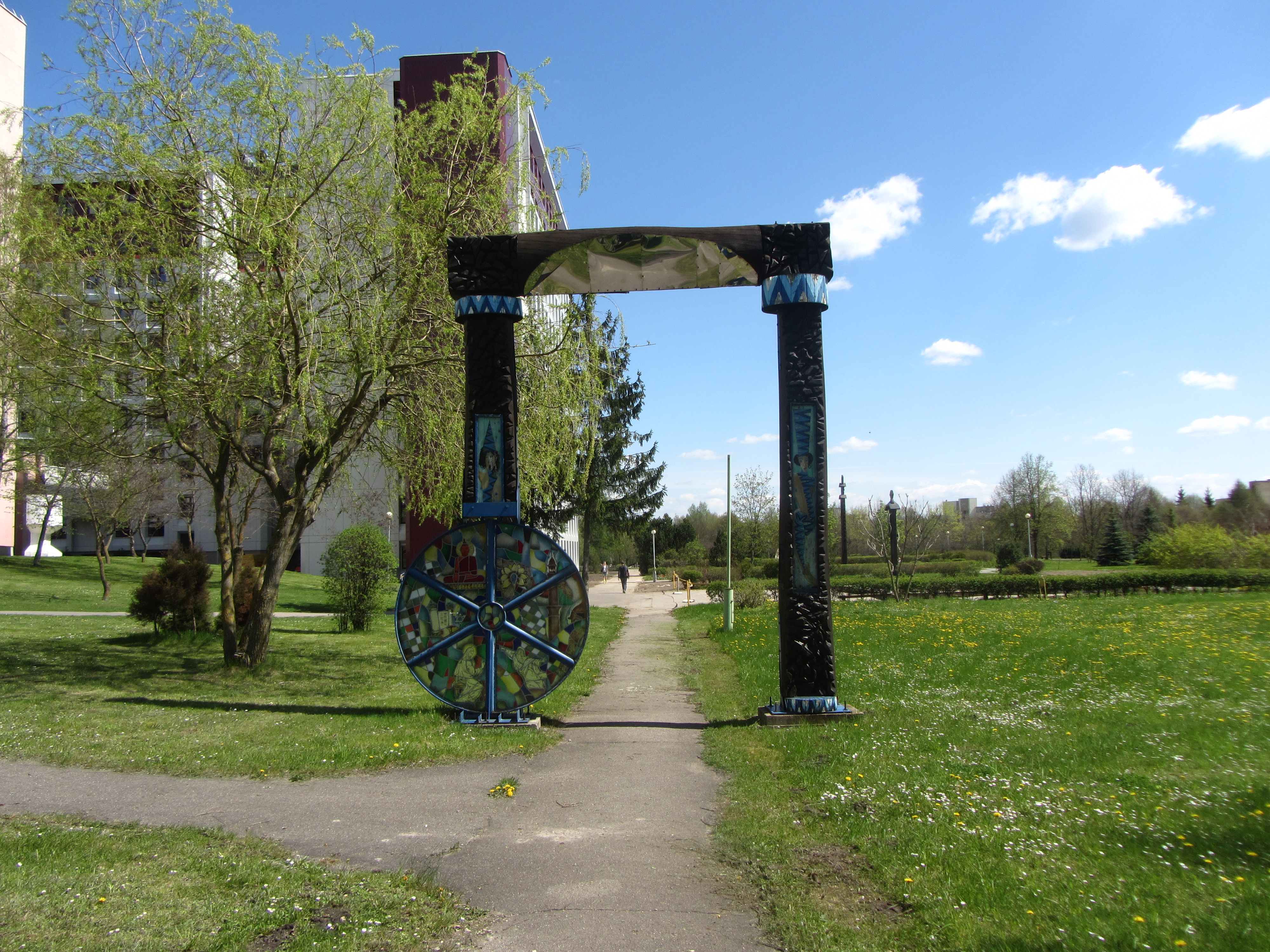
Парк «Сантаришкес» и государственная больница (слева)

Сантаришкес (Сантаришки; лит. Santariškės) — один из крупнейших районов Вильнюса, который расположен к северу от центра города. На западном краю Сантаришкес проходит шоссе Вильнюс-Утена. На севере, востоке и западе территория граничит с Веркяйским региональным парком, на юго-востоке с Вяркяем, на юге — с Йерузале, на западе — с Висоряй. Присутствуют множество жилых кварталов и детский сад.
Наиболее известен благодаря государственной больнице Сантаришек — одной из самых больших больниц в Литве, которая включает в себя: хирургический отдел, педиатрический отдел, детский отдел, роддомы и т. д.

## История
Сантаришкес начали строить в 1976 году, хотя изначально этот район задумывался, как больница с парком. В 1976—1983 годы были построены первые здания в медицинском городке. В несколько этапов южная часть Сантаришкес была застроена зданиями различных медицинских учреждений (Национальный раковый институт, Детская больница Сантаришкес, Кафедра внутренних заболеваний).
В период с 2004 по 2011 год в северной части Сантаришкес было построено несколько блоков малоэтажных жилых домов — дома Сантаришек (Santariškių namai), дома Франка (Frankų namai), Веркяйские дома (Verkių namai) и т. д.

## Население
На данный момент в районе проживает около 12 тыс. чел.

## Галерея

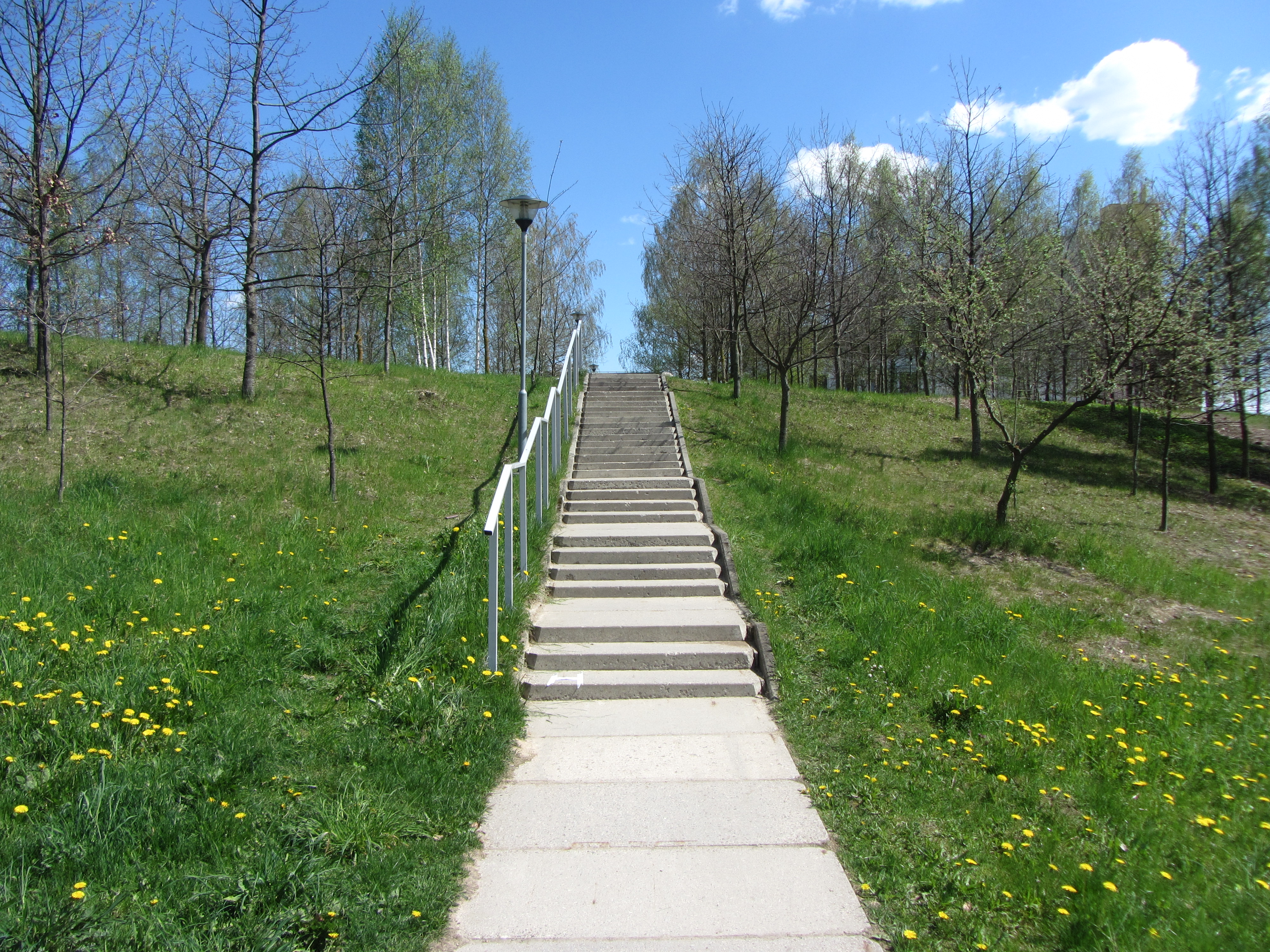
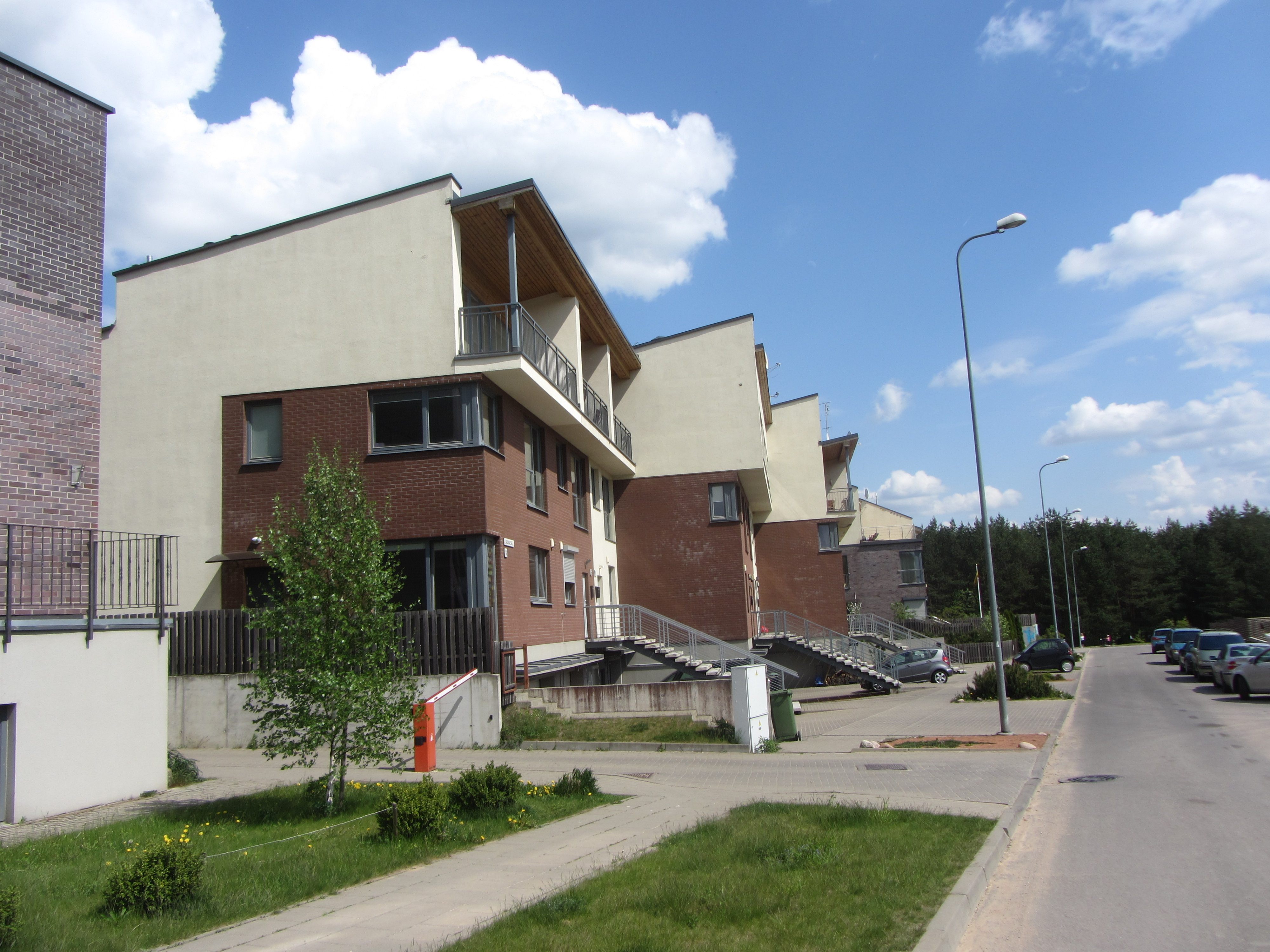
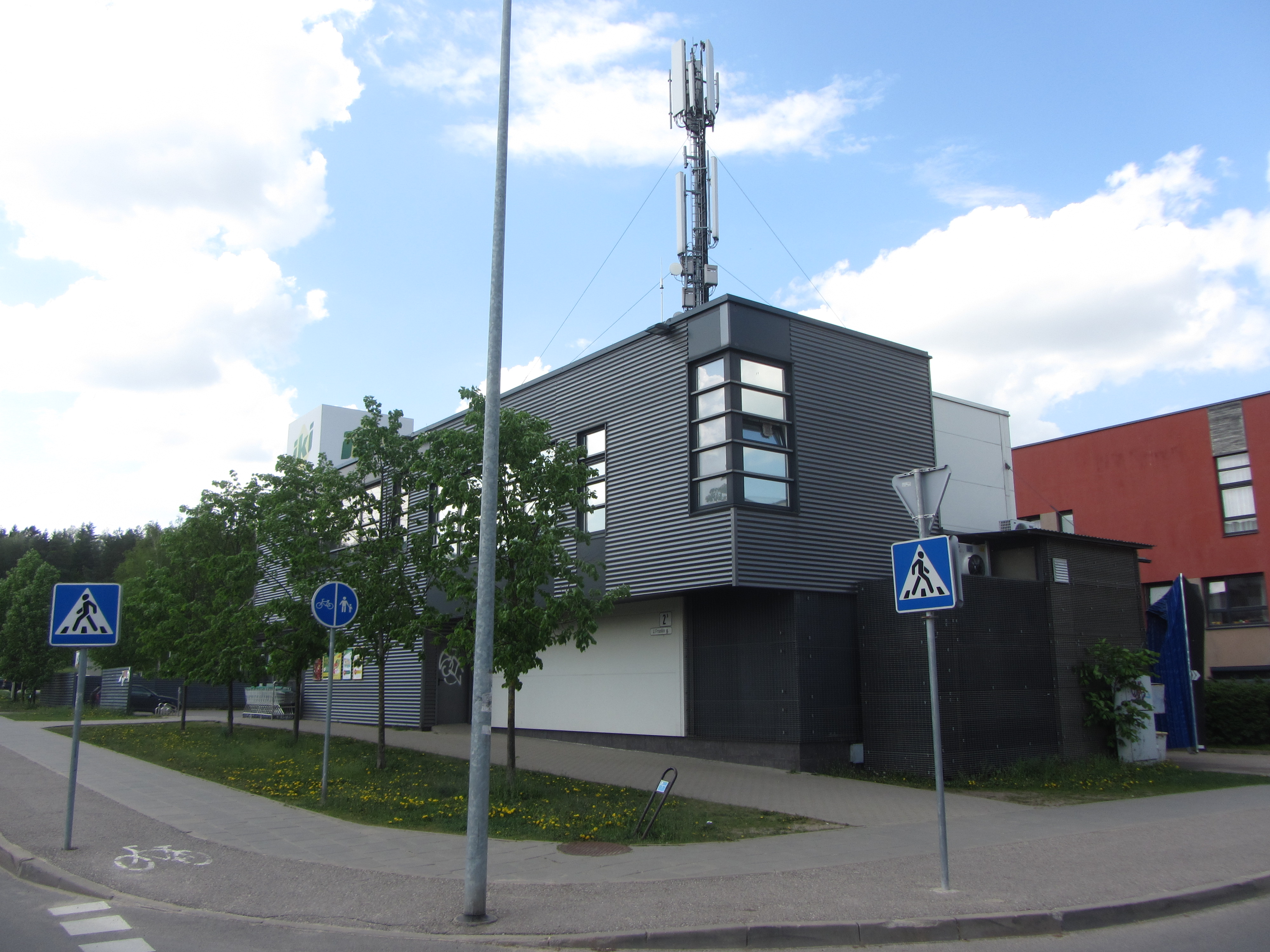
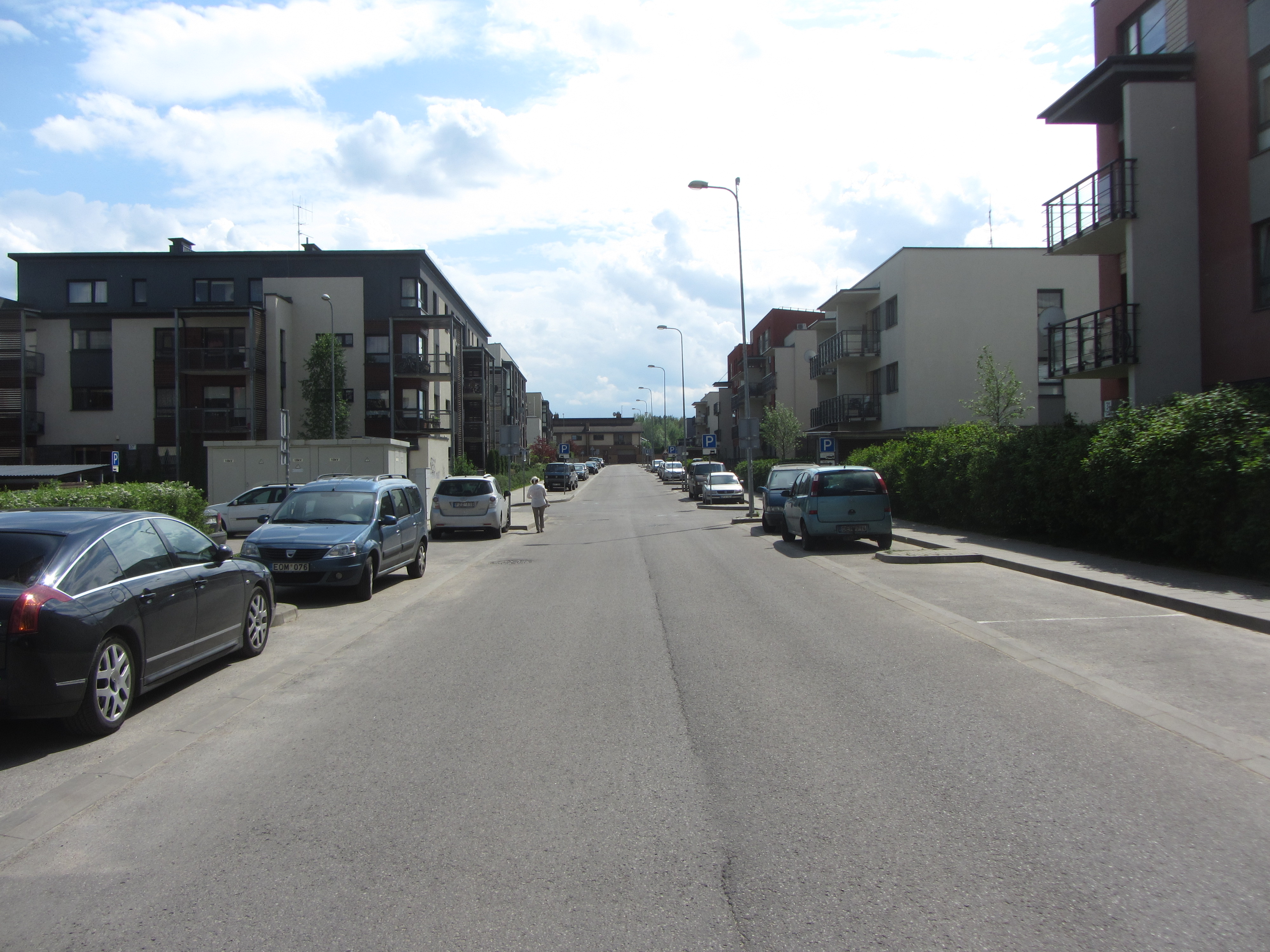
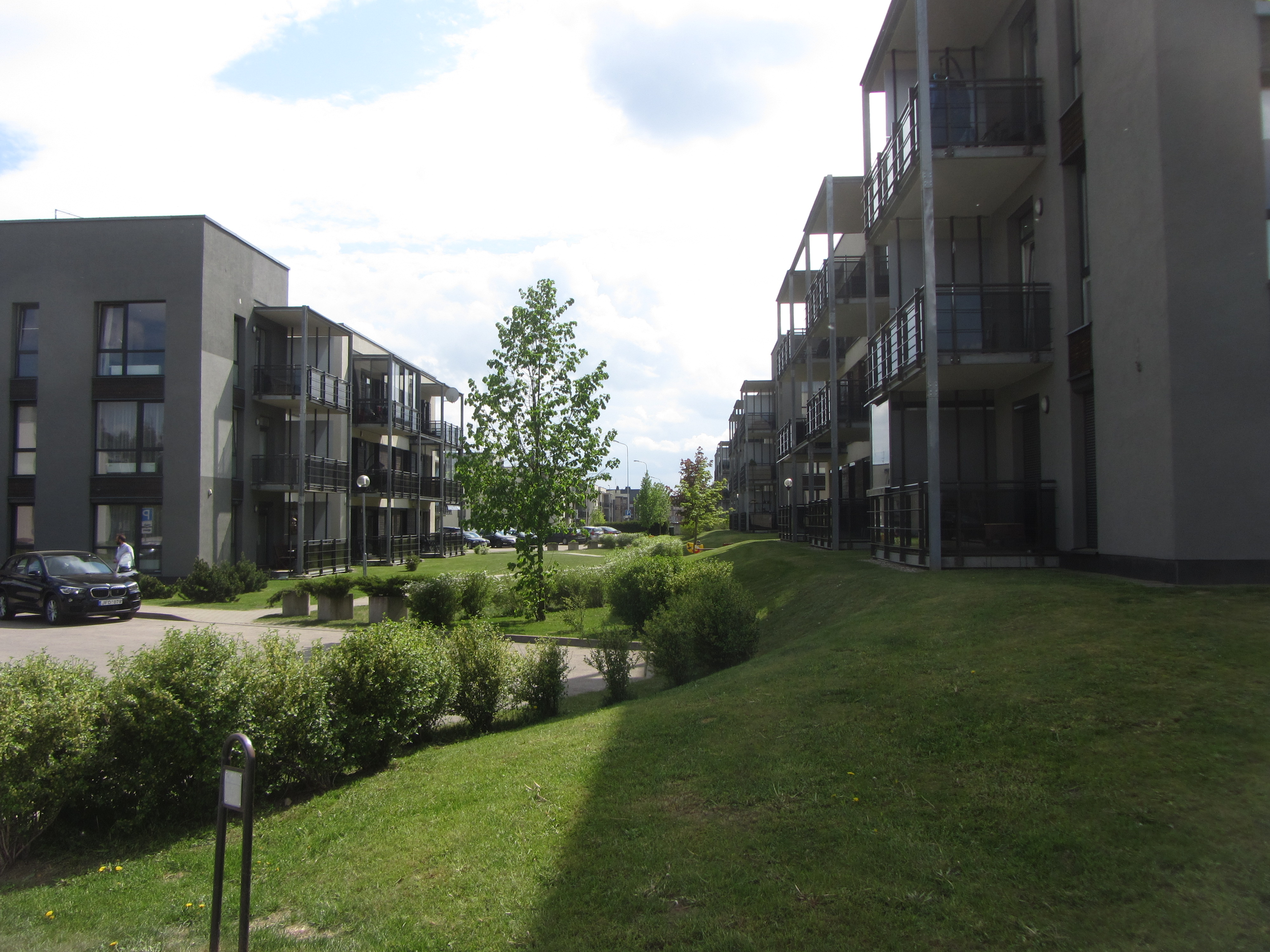
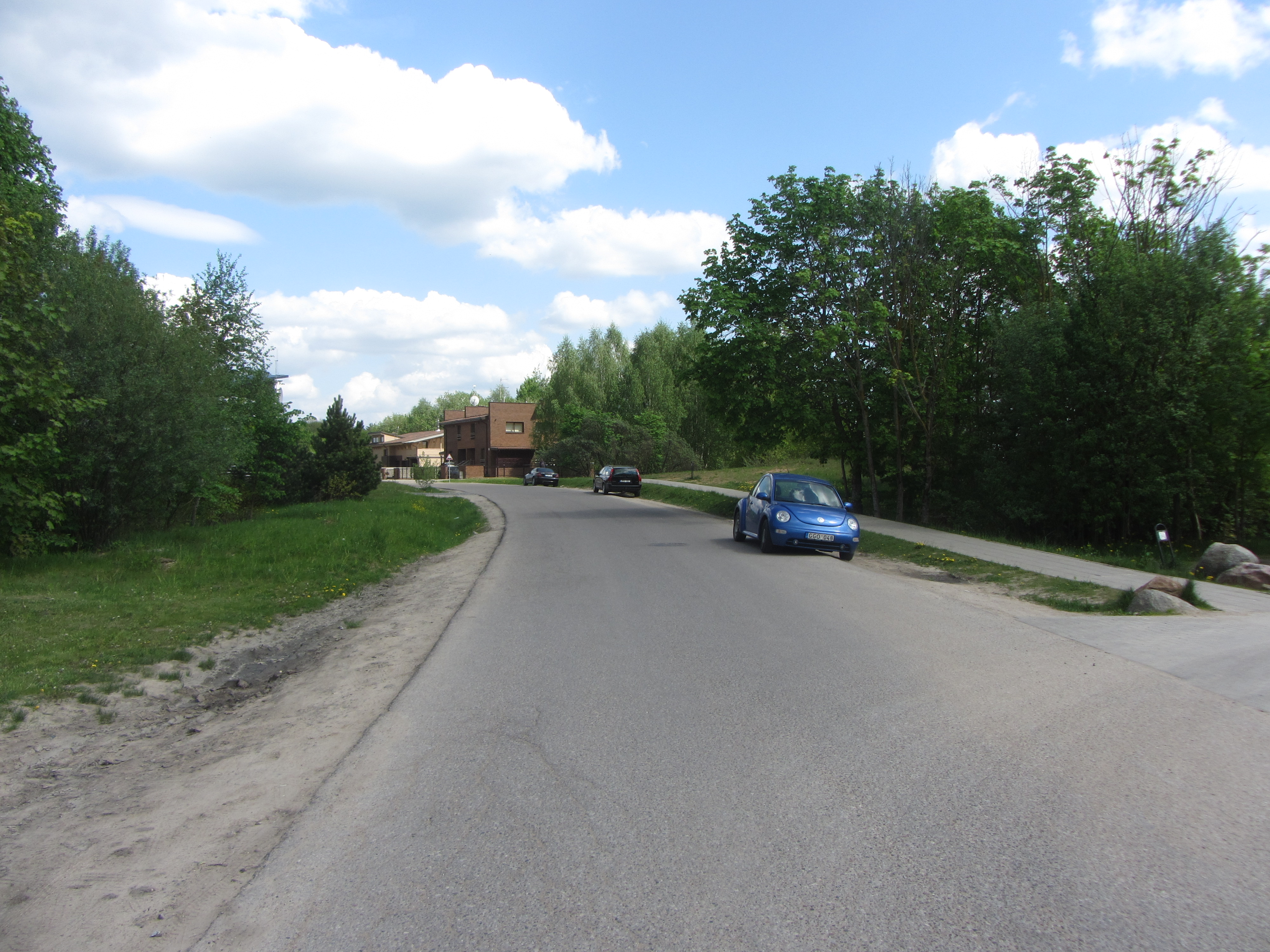
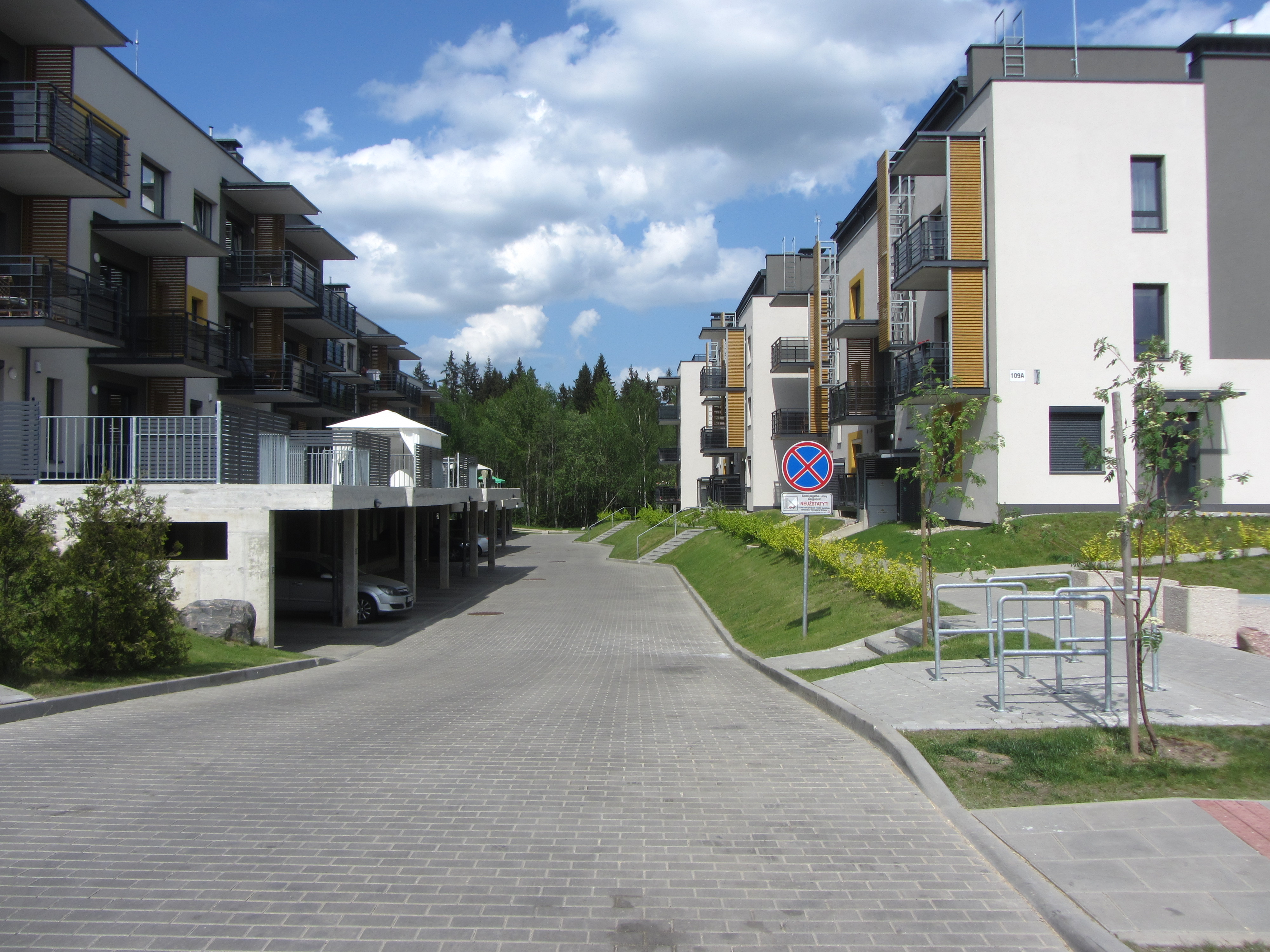
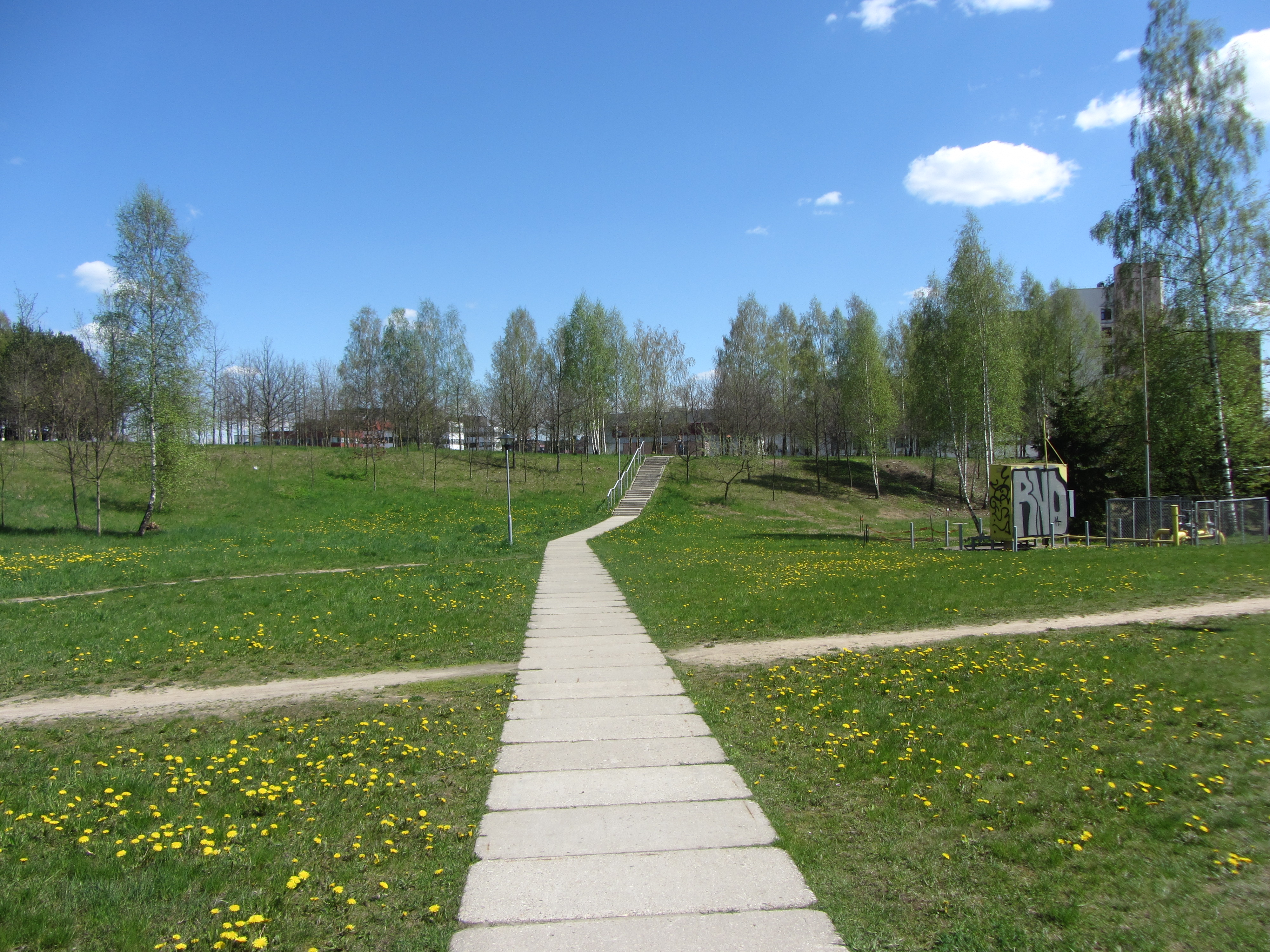
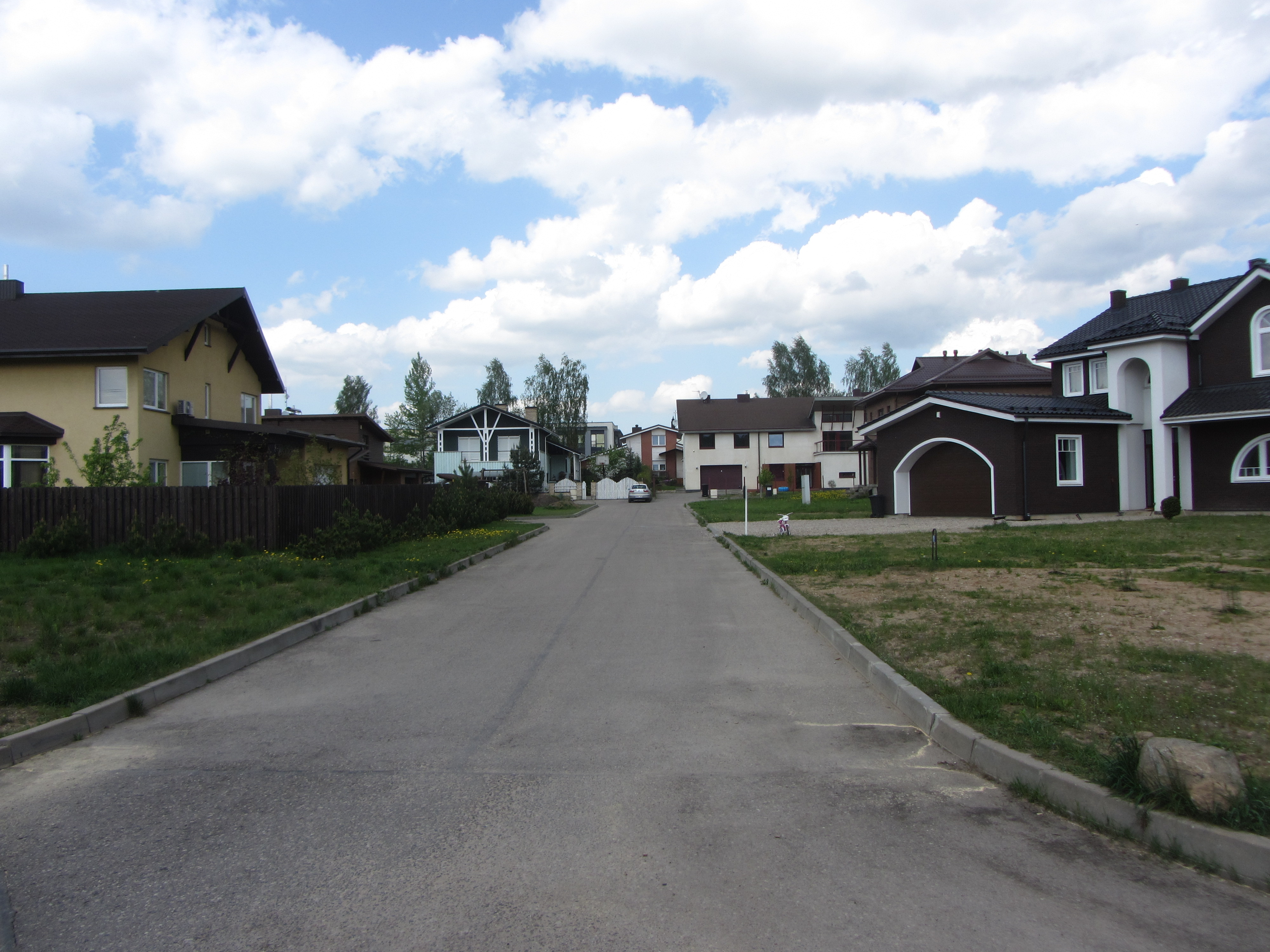

## Происхождение названия
По словам лингвиста Джона Юрктса, местное название Santariškės является искусственным, переведено и сделано из польского слова Zgoda (мир, дружелюбие).

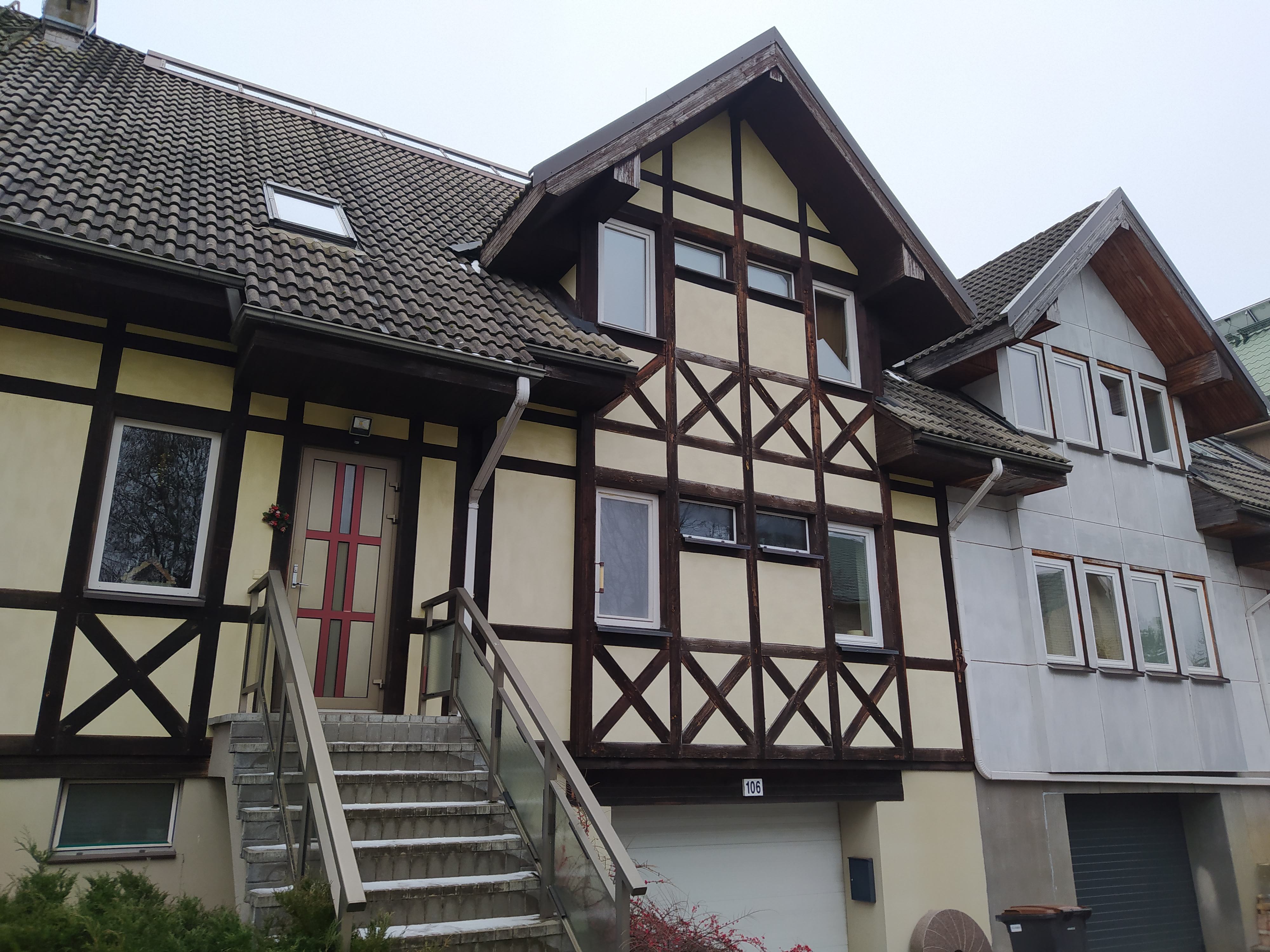
Дома на улице М. Марцинкявичяус